# 艾塔佩

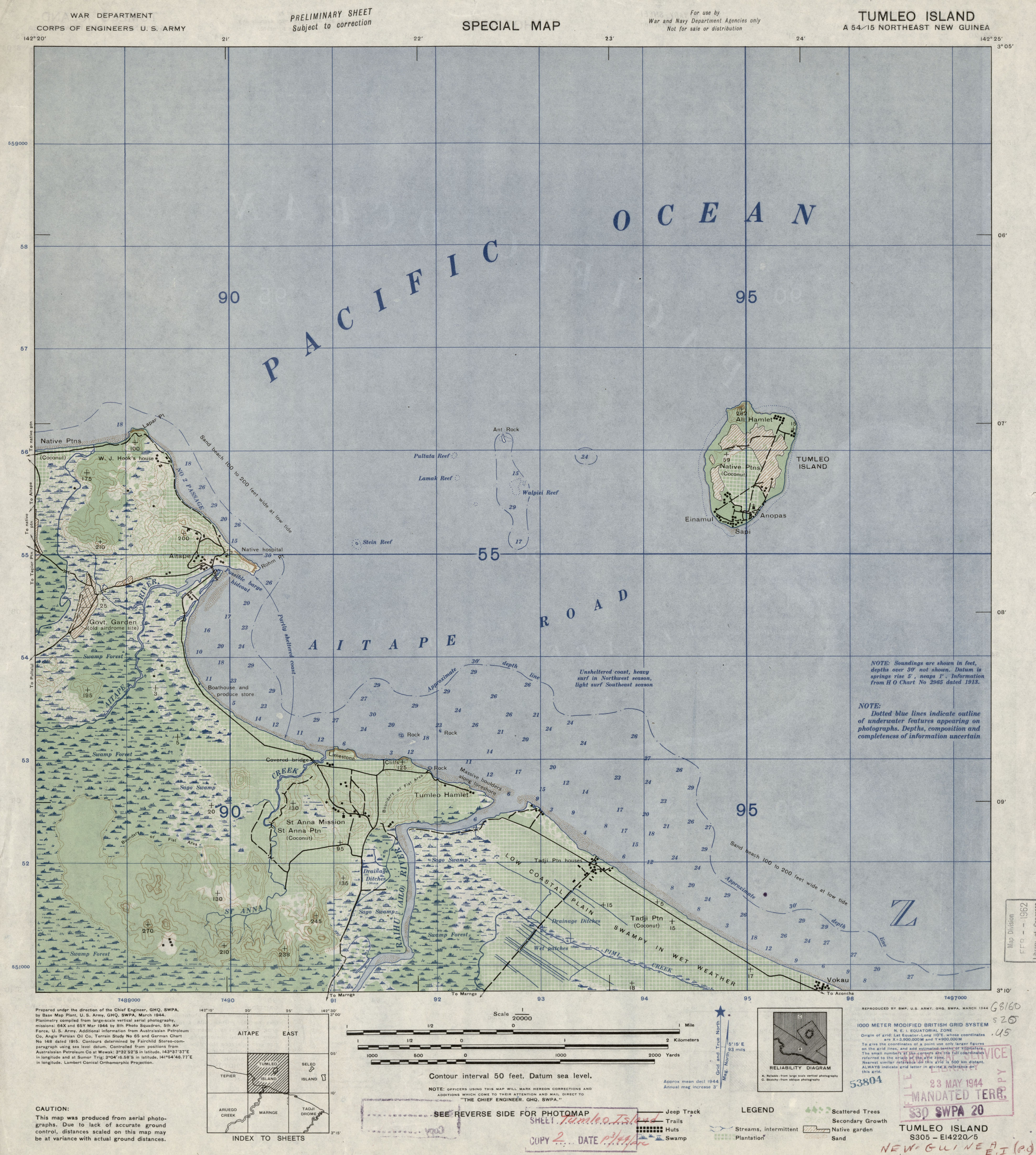
艾塔佩（左）位於桑道恩省北岸

艾塔佩是巴布亞新畿內亞的城鎮，位於該國北岸瓦尼莫東南126公里，由桑道恩省負責管轄，始建於1905年，海拔高度5米，2000年人口約8,000。第二次世界大戰期間，該鎮被日本軍隊佔領。